# Jim Power: The Lost Dimension in 3-D
Jim Power: The Lost Dimension in 3-D es un videojuego de plataforma diseñado por el desarrollador francés Loriciel y publicado por Electro Brain para el Super Nintendo Entertainment System (SNES) y MS-DOS en 1993. Una versión para Sega Genesis estuvo planeada, pero fue cancelada en las etapas finales de desarrollo.

## Resumen
El juego presenta varios modos de juego constrastantes, incluyendo plataformas de disparos de vista lateral, desde arriba y horizontal. Continúa a Jim Power in Mutant Planet como un título diferente, pero al mismo tiempo reinterpretando el juego original por tomar varios de sus elementos básicos y niveles. La banda sonora fue compuesta por Chris Hülsbeck (quien compuso la banda sonora de la saga Turrican).
Jim Power: The Lost Dimension in 3-D es muchas veces considerado por los fanáticos de los videojuegos como uno de los más difíciles videojuegos jamás hechos. A pesar de su nombre, es un juego enteramente en 2D, aunque el juego usa varias capas de fondo de desplazamiento de paralelaje que se mueven en dirección opuesta para dar un gran sentido de profundidad. Junto con las gafas 3D que venían empacadas con el juego, diseñadas alrededor del efecto Pulfrich, proporcionaban una experiencia "3D" única para ese entonces cuando los gráficos poligonales 3D eran rudimentarios y demasiado caros de implementar. La sensación de 3D también estaba relacionada con las etapas de vista aérea, mostrando efectos de rotación de la misma forma en la que se mostraban en videojuegos similares como Contra III: The Alien Wars.
Una versión de este juego estaba también siendo desarrollado para la consola Mega Drive/Genesis bajo el nombre de Jim Power: The Arcade Game. Sin embargo, a pesar de estar casi completo, nunca fue publicado y permaneció inédito hasta que una imagen ROM finalmente se filtró. Esta versión inédita presenta todos los niveles y no puede ser acabado, a pesar de que sólo una pista de música (una vez más, compuesta por Chris Hülsbeck) está presente en el videojuego entero. Jim Power: The Arcade Game es en su gran mayoría el mismo juego de Jim Power: The Lost Dimension in 3-D, aunque con algunas diferencias gráficas menores derivadas de aspectos técnicos. Todas las etapas de vista aérea fueron también reemplazadas por niveles adicionales, por ello el título renombrado de esta versión que describe una remota experiencia arcade más que una en "3D".

## Música
La música en Jim Power: The Lost Dimension in 3-D estaba directamente influenciada por la música de la serie de videojuegos Ys, como se puede observar al comparar "Forgotten Path" de Jim Power y "A Searing Struggle" de Ys III.

## Recepción
El juego recibió calificaciones promedio. Nintendo Power lo calificó con 3.125 de 5, mientras los evaluadores de Electronic Gaming Monthly lo calificaron con 6 de 10.